# Ligne de Hajnal

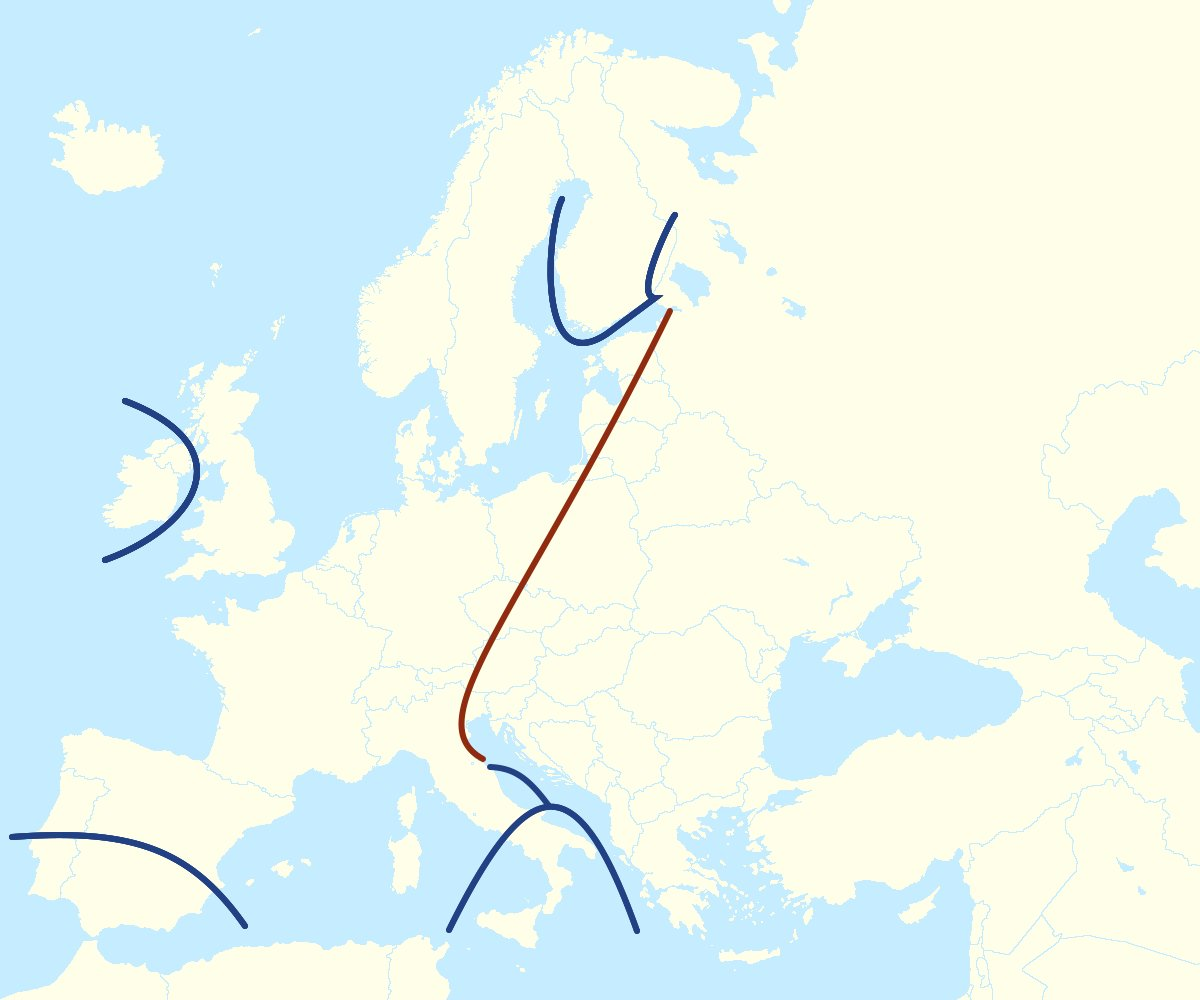
La ligne rouge est la ligne de Hajnal. Les lignes bleu foncé montrent les zones ayant un haut taux de mariage à l'ouest de la ligne de Hajnal.

La ligne de Hajnal est une frontière qui relie Saint-Pétersbourg (Russie) et Trieste (Italie). En 1965, John Hajnal découvre qu'elle divise l'Europe en deux zones caractérisées par différents niveaux de mariage. À l'ouest de la ligne, le taux de mariage et de fécondité est relativement faible, et une minorité de femmes se marient tard ou restent seules. À l'est de la ligne et en Méditerranée et certains points de l'ouest de l'Europe, le mariage précoce était la norme et la forte fécondité était contrée par la mortalité élevée,.

## Contexte
À l'ouest de la ligne, l'âge moyen des mariages pour une femme était 23 ans ou plus, 26 pour les hommes, les époux ont un âge relativement proche, un grand nombre de femmes se mariaient pour la première fois à la trentaine ou la quarantaine et 10 % à 20 % des personnes ne se marient jamais,,. À l'est de la ligne, la moyenne d'age pour les deux genres est plus basse, l'écart d'âge entre les époux est plus dispersé et le mariage plus universel. Des recherches ultérieures ont confirmé la division du continent par la ligne d'Hajnal, qui est devenue connue sous le nom de « Western European marriage pattern » (modèle de mariage d'Europe occidentale), bien que des historiens en démographie ont noté des variations notables dans les régions; à l'ouest de la ligne, environ la moitié des femmes entre 15 et 50 ans étaient mariées alors que l'autre moitié étaient veuves ou célibataires; à l'est de la ligne, 70 % des femmes de cet âge étaient mariées alors que le reste étaient veuves ou religieuses. Le nombre de veuves remariées a aussi gardé l'âge de mariage comparativement élevé ; si les femmes se marient pour la première fois à 21 ans et que 20 % des mariées deviennent veuves et que l'âge moyen des remariages était 40 ans alors l'âge moyen de mariage pour les femmes serait 24.8 ans ((21 × 0.8) + (40 × 0.2) = 24.8). La proportion des mariages remariés (veuf/veuf se remariant) dans la fin des années 1500 était aussi de 30%; cette proportion est tombée à 11 % au début des années 1800.
Alors que l'âge moyen du premier mariage est monté à 25 ans pour les femmes et 27 ans pour les hommes en Angleterre et dans la fin du XVIe siècle, que le pourcentage de femmes anglaises se mariant a baissé de plus de 90 % à 80 % au cours du XVIIe siècle et que la moyenne de mariage est montée à 26 ans, il y a eu toutefois une grande variation à l'intérieur de l'Europe de l'Ouest. Tandis que les Lowlands virent un modèle similaire à l'Angleterre, avec des femmes mariées au milieu de la vingtaine après une période de service domestique, le taux de natalité des Highlands et des Hébrides implique un mariage plus jeune pour la mariée. De manière similaire, en 1620, l'âge moyen du premier mariage pour les Suédoises était d'environ 20 ans et la proportion de femmes seules était de moins de 10 %, cependant à la fin du XVIIIe siècle, ce chiffre avait grimpé à 26 ans et continua de grimper avec le taux de célibat dû à la chute de la mortalité infantile, du déclin des famines et d'autres facteurs.

### Effets
Le modèle de mariage d'Europe occidentale qui fait que les mariages sont tardifs et non universels restreint massivement la fertilité, spécialement lorsque celle-ci est associée à de très faibles naissances hors mariage. La contraception délaie surtout le mariage plutôt que baisse la fertilité à l'intérieur de celui-ci. La phase de fécondité d'une femme depuis la ménarche (atteinte entre 12 ans et 16 ans), jusqu'à la naissance de son premier enfant était exceptionnellement longue, avec une moyenne de dix ans.

### Économie
Les différences de classes ont joué un grand rôle dans quand à l'âge où un couple pourrait se marier. Plus un couple serait riche, plus il serait enclin à se marier tôt. Les femmes nobles se marièrent plus tôt mais étaient une petite minorité. Un millier d'actes de mariage délivrés par le Diocèse de Canterbury entre 1619 et 1660 montre que seulement une seule femme était âgée de 30 ans, quatre de 15 ans, douze de 16 ans et dix-sept de 17 ans, le reste des 966 mariées étaient âgées de 19 ans ou plus lorsqu'elles se marièrent pour la première fois. L'église stipulait que les mariés devaient être âgés d'au moins 21 ans pour se marier sans le consentement de la famille. L'âge médian était 22.8 ans pour les femmes et presque 25.5 ans pour les hommes tandis que la moyenne se situait plutôt autour des 24 ans pour les femmes et 28 ans pour les hommes. Les femmes les plus jeunes provenaient de la noblesse.
Les taux modérés de fertilité, de mortalité et de mariage au sein d'une région étaient liés à son économie; lorsque les temps étaient meilleurs, plus de gens pouvaient se permettre de se marier plus tôt et ainsi d'avoir plus d'enfants et inversement plus de gens retardaient leur mariage (ou restaient non mariés) et avaient moins d'enfants lorsque les temps étaient mauvais. Ce contraste avec les sociétés en dehors de cette région où le mariage précoce était presque universel et une grande fertilité était contrée par une grande mortalité. Pendant le XVe siècle, une femme toscane de 21 ans était vue comme ayant passé son âge de mariage, la limite étant 19 ans, et facilement 97 % des femmes florentines étaient mariées à 25 ans alors que 21 ans était l'âge typique d'une femme anglaise.